# António Calvário
António Calvário da Paz (Lourenço Marques, 17 de octubre de 1938) es un cantante portugués, conocido por ser el primer representante de Portugal en el Festival de Eurovisión.

## Inicios
António Calvário da Paz nació en Lourenço Marques (actual Maputo), instalándose en Portimão, Portugal, con ocho años. Luego estudia en Lisboa, donde da clases de canto con Corina Freire, antigua cantante y prima de su abuela.
Entra en la Emissora Nacional en 1957 tras concurrirr a un concurso y sin tener que pasar por el famoso Centro de Preparação de Artistas. En 1960 fue aclamado en el Festival da Canção Portuguesa, realizado en la ciudad de Oporto, con Regresso. Graba el disco O Papá e a Mamã con Maria de Lourdes Resende que contiene los temas Amanhã Se Deus Quiser, O Papa e a Mamã, Melodia de Natal e Melodia do Berço.
En 1961 gana el título de Rei da Rádio y vuelve a colaborar con Maria de Lourdes Resende en Carnaval do Estoril. Desse Amor Melhor y Perdão para Dois son grandes éxitos en 1962 y recibe el premio de la prensa al mejor cantante masculino. En 1963 se estrena con gran éxito Chapéu Alto. Edita los discos O Dia Mais Longo, Fado Hilário y Avé Maria dos Namorados. En 1964 participa en la revista Lábios Pintados donde interpreta el tema Tricana.

## Festival de Eurovisión
En 1964, gana el primer Gran Premio TV de la Canción Portuguesa, con la canción "Oração", representando a Portugal, por primera vez en el Festival de Eurovisión, celebrado en Copenhague, Dinamarca, el 21 de marzo de 1964. Su participación en el Festival de la Canción de Eurovisión 1964 se saldó con cero puntos, acabando en última posición empatando con Alemania, Suiza y Yugoslavia.

## Carrera posterior
En 1964 también se estrena la película Uma Hora de Amor, realizada por Augusto Fraga, actuando junto a Madalena Iglésias y graba una versión de Sabor a Sal. En 1965 vuelve a participar en el Grande Prémio TV da Canção, con Você Não Vê, Bom Dia y Por Causa Do Mar. Graba Fados y Meu Coração da Madeira. Aparece en la película Rapazes de Táxis de Constantino Esteves.
La canción Encontro Para Amanhã queda en sexto lugar en el Festival RTP da Canção de 1966. La película Sarilho de Fraldas, nuevamente con Madalena Iglésias, es uno de los grandes éxitos del año. Participa también en la revista "Zero, Zero, Zé, Ordem para Pagar". Participa en el Festival RTP da Canção de 1968 con "O Nosso Mundo". Es también el año de la película O Amor Desceu em Pára-quedas y de la revista Esta Lisboa que Eu Amo que estrenó en el Teatro Monumental.
António Calvário y Simone de Oliveira graban un disco con versiones de la película "My Fair Lady". En 1969, representa a Portugal en el primer Festival de la Canción Latina en el Mundo, realizado en México, donde quedó cuarto, el mejor lugar de un representante europeo. Se edita un sencillo con los temas Terra de Flores y Canção da Juventude. Obtiene un gran éxito con Chorona, versión de La Llorona.
En 1969 produce la película O Diabo Era Outro, que fue un desastre financiero y le obligó a actuar en varios circos, y otros lugares, para conseguir pagar las deudas contraídas. En 1974 graba una versión de la canción A Rosa Que Te Dei de José Cid. Con la Revolución de los Claveles deja de cantar en los escenarios que estaba acostumbrado, para cantar en night-clubs y cabarets. Después de un largo periodo de ausencia vuelve en 1977 al teatro, en el ABC, con las revistas Põe-te na Bicha y Direita Volver. De la primera resultará un gran éxito con Mocidade, Mocidade, de Eduardo Damas y Manuel Paião. En 1988 lanza un disco con los temas Adeus Isabel y Santa Luzia.
En los años 90, de la mano de Carlos Alfaiate y Luís Aleluia, vuelve a tener contacto con el gran público realizando una extensa gira por todo Portugal con el espectáculo Revista À Portuguesa donde António Calvário cantó sus mayores éxitos y también inéditos y , ocasionalmente, hizo incursiones como actor. Fueron años de continuo y directo contacto con su mejor público.
El disco Canto Avé Maria es editado en 1997 por la discográfica Strauss. En 2000 regresa a los estudios y a los escenarios con el CD Volta que incluye el éxito Nem Sequer Sei O Teu Nome. Se edita la biografía António Calvário - A Canção de Uma Vida del periodista Luis Guimarães. Al conmemorarse los 50 años de carrera es lanzado en 2008 una recopilación con temas inéditos (Cheguei estou aqui y Só a cantar, ambos de Ondina Santos y Vítor Talhas) y la autobiografía Histórias da minha vida, editada por Guerra & Paz.

## Discografía

### Álbumes
- 1967, Canções de Natal, Coimbra
- 1973, Regresso, A Voz do Dono
- 1984, Saudade, EMI
- 1993, António Calvário, Ovação
- 1994, O Melhor de António Calvário, EMI
- 1994, O Melhor dos Melhores, Movieplay
- 1996, Oração - Colecção Caravela, EMI
- 1997, Canto Avé-Maria, Strauss
- 2000, Volta, NZ/Universal
- 2003, Clássicos da Renascença, Movieplay
- 2008, Vida, Farol
- 2008, O melhor de António Calvário, Iplay/VC (doble CD)

## Filmografía
- 1964, Uma Hora de Amor
- 1965, Rapazes de Táxis
- 1967, Sarilhos de Fraldas
- 1968, O Amor Desceu em Paraquedas
- 1969, "O Diabo Era Outro"
- 2005,  El viejo (corto)

## Comentarios de António Calvário
Los fans cambiaron en parte mi vida, incluyendo la opción del matrimonio, tuve siempre un enorme respeto por el público y nunca le quise desagradar y fui maleable

. AC/Lusa

Una discográfica francesa mostró interés en grabar Oração en francés y otras canciones, pero mi casa de discos portuguesa, la Valentim de Carvalho, no lo autorizó

. AC/ Lusa.